# 서울 동작구의 국회의원

## 행정구역 변천
- 1980년 4월 1일 관악구 노량진동·상도동·본동·흑석동·대방동·신대방동·동작동·사당동 일부에 서울특별시 동작구 설치

## 서울 동작구의 역대 국회의원 일람
| 대수   | 이름           | 소속정당     | 임기                            | 선거구역 |
| ------ | -------------- | ------------ | ------------------------------- | --- |
| 제11대 | 서청원(徐淸源) | 민주한국당   | 1981년 4월 11일~1985년 4월 10일 | 동작구 일원(제11선거구)                                                                                     |
| 제11대 | 조종호(趙鍾昊) | 민주정의당   | 1981년 4월 11일~1985년 4월 10일 | 동작구 일원(제11선거구)                                                                                     |
| 제12대 | 박실(朴實)     | 신한민주당   | 1985년 4월 11일~1988년 5월 29일 | 동작구 일원(제11선거구)                                                                                     |
| 제12대 | 허청일(許淸一) | 민주정의당   | 1985년 4월 11일~1988년 5월 29일 | 동작구 일원(제11선거구)                                                                                     |
| 제13대 | 서청원(徐淸源) | 통일민주당   | 1988년 5월 30일~1992년 5월 29일 | 동작구 갑: 노량진1동, 노량진2동, 상도2동, 상도3동, 상도4동, 본동, 대방동, 신대방1동, 신대방2동              |
| 제13대 | 박실(朴實)     | 평화민주당   | 1988년 5월 30일~1992년 5월 29일 | 동작구 을: 상도1동, 흑석1동, 흑석2동, 흑석3동, 동작동, 사당1동, 사당2동, 사당3동, 사당4동                   |
| 제14대 | 서청원(徐淸源) | 민주자유당   | 1992년 5월 30일~1996년 5월 29일 | 동작구 갑: 노량진1동, 노량진2동, 상도2동, 상도3동, 상도4동, 본동, 대방동, 신대방1동, 신대방2동              |
| 제14대 | 박실(朴實)     | 민주당       | 1992년 5월 30일~1996년 5월 29일 | 동작구 을: 상도1동, 흑석1동, 흑석2동, 흑석3동, 동작동, 사당1동, 사당2동, 사당3동, 사당4동                   |
| 제15대 | 서청원(徐淸源) | 신한국당     | 1996년 5월 30일~2000년 5월 29일 | 동작구 갑: 노량진1동, 노량진2동, 상도2동, 상도3동, 상도4동, 본동, 대방동, 신대방1동, 신대방2동              |
| 제15대 | 유용태(劉容泰) | 신한국당     | 1996년 5월 30일~2000년 5월 29일 | 동작구 을: 상도1동, 상도5동, 흑석1동, 흑석2동, 흑석3동, 동작동, 사당1동, 사당2동, 사당3동, 사당4동, 사당5동 |
| 제16대 | 서청원(徐淸源) | 한나라당     | 2000년 5월 30일~2004년 5월 29일 | 동작구 갑: 노량진1동, 노량진2동, 상도2동, 상도3동, 상도4동, 본동, 대방동, 신대방1동, 신대방2동              |
| 제16대 | 유용태(劉容泰) | 새천년민주당 | 2000년 5월 30일~2004년 5월 29일 | 동작구 을: 상도1동, 상도5동, 흑석1동, 흑석2동, 흑석3동, 동작동, 사당1동, 사당2동, 사당3동, 사당4동, 사당5동 |
| 제17대 | 전병헌(田炳憲) | 열린우리당   | 2004년 5월 30일~2008년 5월 29일 | 동작구 갑: 노량진1동, 노량진2동, 상도2동, 상도3동, 상도4동, 본동, 대방동, 신대방1동, 신대방2동              |
| 제17대 | 이계안(李啓安) | 열린우리당   | 2004년 5월 30일~2008년 5월 29일 | 동작구 을: 상도1동, 상도5동, 흑석1동, 흑석2동, 흑석3동, 동작동, 사당1동, 사당2동, 사당3동, 사당4동, 사당5동 |
| 제18대 | 전병헌(田炳憲) | 통합민주당   | 2008년 5월 30일~2012년 5월 29일 | 동작구 갑: 노량진1동, 노량진2동, 상도2동, 상도3동, 상도4동, 본동, 대방동, 신대방1동, 신대방2동              |
| 제18대 | 정몽준(鄭夢準) | 한나라당     | 2008년 5월 30일~2012년 5월 29일 | 동작구 을: 상도1동, 흑석동, 동작동, 사당1동, 사당2동, 사당3동, 사당4동, 사당5동                             |
| 제19대 | 전병헌(田炳憲) | 민주통합당   | 2012년 5월 30일~2016년 5월 29일 | 동작구 갑: 노량진1동, 노량진2동, 상도2동, 상도3동, 상도4동, 대방동, 신대방1동, 신대방2동                    |
| 제19대 | 정몽준(鄭夢準) | 새누리당     | 2012년 5월 30일~2014년 5월 15일 | 동작구 을: 상도1동, 흑석동, 사당1동, 사당2동, 사당3동, 사당4동, 사당5동                                     |
| 제19대 | 나경원(羅卿瑗) | 새누리당     | 2014년 7월 31일~2016년 5월 29일 | 동작구 을: 상도1동, 흑석동, 사당1동, 사당2동, 사당3동, 사당4동, 사당5동                                     |
| 제20대 | 김병기(金炳基) | 더불어민주당 | 2016년 5월 30일~2020년 5월 29일 | 동작구 갑: 노량진1동, 노량진2동, 상도2동, 상도3동, 상도4동, 대방동, 신대방1동, 신대방2동                    |
| 제20대 | 나경원(羅卿瑗) | 새누리당     | 2016년 5월 30일~2020년 5월 29일 | 동작구 을: 상도1동, 흑석동, 사당1동, 사당2동, 사당3동, 사당4동, 사당5동                                     |
| 제21대 | 김병기(金炳基) | 더불어민주당 | 2020년 5월 30일~2024년 5월 29일 | 동작구 갑: 노량진1동, 노량진2동, 상도2동, 상도3동, 상도4동, 대방동, 신대방1동, 신대방2동                    |
| 제21대 | 이수진(李秀眞) | 더불어민주당 | 2020년 5월 30일~2024년 5월 29일 | 동작구 을: 상도1동, 흑석동, 사당1동, 사당2동, 사당3동, 사당4동, 사당5동                                     |
| 제22대 | 김병기(金炳基) | 더불어민주당 | 2020년 5월 30일~                | 동작구 갑: 노량진1동, 노량진2동, 상도2동, 상도3동, 상도4동, 대방동, 신대방1동, 신대방2동                    |
| 제22대 | 나경원(羅卿瑗) | 국민의힘     | 2020년 5월 30일~                | 동작구 을: 상도1동, 흑석동, 사당1동, 사당2동, 사당3동, 사당4동, 사당5동                                     |

## 같이 보기
- 동작구 갑
- 동작구 을
- 서울 관악구의 국회의원
- 서울 서초구의 국회의원
- 서울 강남구의 국회의원
- 의왕시의 국회의원
- 과천시의 국회의원
- 군포시의 국회의원